# Mata Island
Mata Island – niezamieszkana wysepka z archipelagu Wysp Belchera, w regionie Qikiqtaaluk, na terytorium Nunavut, w Kanadzie. Sąsiaduje m.in. z wyspami: Karlay Island, Nero Island, Dove Island, Fair Island, Bradbury Island i Tukarak Island.